# Massimo e miglior utilizzo
Massimo e miglior utilizzo oppure Highest and Best Use (HBU) è un concetto utilizzato nella valutazione immobiliare. Esso afferma che il valore di una proprietà è direttamente connesso all'uso di tale proprietà; il Massimo e Miglior Utilizzo è il Più conveniente e migliore uso che produce il più alto valore della proprietà. Questo utilizzo può anche non essere l'uso corrente della proprietà. HBU è una denominazione che riguarda un'entità che, potenzialmente, potrebbe avere un valore più elevato se utilizzata per scopi differenti. Secondo un articolo sul sito web del United States Fish and Wildlife Service: 

"Questi (HBUs)  sono rappresentati dai terreni che possiedono valori più elevati quando sono attrezzati a svago e tutela che non, invece, a bosco ceduo."

Nelle valutazioni, una entità viene valutata al suo Massimo e Miglior Utilizzo che massimizzi il valore e aumenti i ricavi. Tuttavia, il valore di un'entità al suo Massimo e Miglior Utilizzo non può essere superiore al valore di un'entità nel suo utilizzo attuale quando, per trasformarla ad un uso diverso, è necessario un investimento.

## Massimo e miglior utilizzo
la definizione di Più conveniente e migliore uso definito anche come Highest and Best Use (HBU) di una proprietà riportata nel Codice delle Valutazioni Immobiliari (Cap. 3, par. 2.10) è la seguente: è l'uso che presenta il valore massimo tra il valore di mercato nell'uso attuale ed i valori di trasformazione per gli usi prospettati di un immobile. L'HBU indica la destinazione maggiormente redditizia.
La scelta dell'HBU si riferisce ad utilizzazioni (CdVI - Cap. 3, par. 2.10.2): 
- Urbanisticamente consentite
- Fisicamente e tecnicamente realizzabili
- Finanziariamente sostenibili
- Economicamente convenienti

### Utilizzazioni urbanisticamente consentite
Solo quegli utilizzi che sono, o che possono essere, legalmente consentiti sono ricomprese nell'HBU. Ciò esclude utilizzi che non siano consentiti dalla destinazione urbanistica vigente, ovvero utilizzi non previsti o vietati da norme governative e utilizzi vietati da limitazioni contrattuali o convenzioni.
Le proprietà con una destinazione d'uso antecedente a quella della vigente destinazione urbanistica possono essere giuridicamente non conformi. Tali usi acquisiti in vecchia data, tuttavia, sono generalmente ammessi anche se non conformi all'attuale destinazione urbanistica. Ciò perché dal momento che il loro uso è anteriore alla zonizzazione urbanistica, essi rientrano in una "clausola di salvaguardia". Tuttavia, se la costruzione giuridicamente non conforme viene distrutta o danneggiata oltre un certo limite,  alcuni di tali usi non possono essere riproposti.

### Fisicamente e tecnicamente realizzabili
Ogni utilizzo potenziale deve essere fisicamente possibile, considerata la dimensione, la forma, la topografia, e le altre caratteristiche del sito. Ad esempio uno deposito di 3 700 m² (40 000 ft²) non potrebbe stare su un terreno di 930 m² (10 000 ft²), in quanto quell'utilizzo non supererebbe la verifica della possibilità fisica.

### Economicamente convenienti
Il Massimo e Miglior Utilizzo di un immobile deve essere economicamente conveniente. Ciò significa che l'utilizzo proposto di una proprietà deve generare entrate sufficienti per giustificare i costi di costruzione maggiorati dell'utile per l'investitore. Nel caso di una immobile esistente, con una evidente vita economica residua, la questione della convenienza economica è in qualche modo irrilevante. 
Nel caso, invece, di una costruzione esistente con vita economica residua limitata, la questione della convenienza economica diventa una questione dell'utilizzo che fornisca massima produttività al terreno. 
Se il valore del terreno “considerato libero” supera il valore della proprietà “considerata edificata” meno i costi di ripristino/demolizione, allora la ricostruzione del terreno diventa l'utilizzo di massima produttività della proprietà e l'uso continuato delle costruzioni esistenti, che non rappresenta il massimo valore netto del sito, è considerato economicamente non conveniente.

### Finanziariamente sostenibili
Infine, l'utilizzo deve generare il più alto rendimento netto (profitto) all'investitore. Una proprietà che potrebbe ipoteticamente essere edificata con destinazione residenziale, commerciale o industriale può avere solo uno di questi usi come Massimo e Miglior Utilizzo.
Seguono questi tre ipotetici scenari di costruzione edilizia che illustrano la verifica dell'utilizzo di massima produttività.
Prezzo del terreno: 100000 € (rimane invariato in tutti e tre gli esempi)
_____
Costo per la costruzione di 930 m² (10 000 ft²) di capannone industriale: 750000 €
Valore di Mercato di 930 m² (10 000 ft²) di capannone industriale: 910000 €
Utile per lo sviluppo industriale: il 7%
_____
Costo per la costruzione di 930 m² (10 000 ft²) di piccolo centro commerciale: 1,500,000 €
Valore di Mercato di 930 m² (10 000 ft²) centro di piccolo centro commerciale: 1,840,000 €
Utile per lo sviluppo commerciale: 15%
_____
Costo per la costruzione di 930 m² (10 000 ft²) di condominio residenziale: 1,200,000 €
Valore di Mercato di 930 m² (10 000 ft²) di condominio residenziale: 1,534,000 €
Utile per lo sviluppo residenziale: 18%
_____
Come dimostrano gli esempi, anche se la costruzione commerciale configura una costruzione con il più elevato Valore di Mercato, lo scenario di costruzione residenziale comporta il più alto rendimento netto per l'investitore e questo lo rende l'utilizzo di massima produttività.

## Terreno libero e edificato
La verifica di Massimo e Miglior Utilizzo si applica ad una proprietà edificata, sia come “considerata edificata” che come “considerata non edificata”. Alle proprietà non edificate è applicata in genere solo la verifica come “considerate non edificate”. Il Massimo e Miglior Utilizzo “considerata non edificata” può essere lo stesso o diverso dal Massimo e Miglior Utilizzo come “considerata edificata”.
Ad esempio, la "Casa A" in un'area a destinazione urbanistica residenziale può avere un Massimo e Miglior Utilizzo come “considerata non edificata” e un Massimo e  Miglior Utilizzo come “considerata edificata”, che siano entrambi residenziali. Un'analoga "Casa B" in un'area a destinazione urbanistica commerciale può avere un Massimo e  Miglior Utilizzo come “considerata non edificata”, ossia come un lotto commerciale, ed un Massimo e  Miglior Utilizzo come “considerata edificata” come residenza unifamiliare.
Se il valore del lotto commerciale “considerato non edificato” nella "Casa B" supera il valore della casa quale residenza così come edificata, più i costi di demolizione, il Massimo e Miglior Utilizzo complessivo di questa proprietà sarebbe quello del lotto commerciale “considerato non edificato”. 
Ad esempio, supponiamo che la "Casa B" abbia un valore come casa di 200000 €, un valore del terreno come lotto commerciale di  250000 € ed con un costo di demolizione della casa e preparazione del terreno di 25000 €. Il Massimo e Miglior Utilizzo del terreno ipotizza di demolire la casa e vendere il terreno come un lotto commerciale. Il Valore di Mercato sarebbe di 225000 € (ossia 250000 € del valore del terreno meno 25000 € di costi di demolizione). Tuttavia, se i costi di demolizione salissero a 55000 €, il Massimo e Miglior Utilizzo sarebbe l'uso residenziale esistente, perché il valore quale lotto commerciale (ora di 195000 €) non supererebbe il valore esistente come residenza.
Questo sarebbe il Massimo e Miglior Utilizzo della proprietà, seppure in contrasto con lo stato di fatto attuale. Anche se la casa non è rasa al suolo e il terreno no è ceduto come un lotto commerciale, il Massimo e Miglior Utilizzo rimane sempre l'utilizzo quale lotto commerciale. Anche se non avverrà mai, il Valore di Mercato della proprietà è guidato da questa ipotetica trasformazione a causa dell'utilità che questa trasformazione potenziale potrebbe portare ad un acquirente.

## Teoria Economica
I concetti economici di utilità e di sostituzione guidano l'analisi del Massimo e Miglior Utilizzo. Il Massimo e Miglior Utilizzo di una proprietà determina la sua utilità per un potenziale acquirente. L'acquirente di una tale proprietà pagherebbe non più di quanto pagherebbe una proprietà in concorrenza dotata della stessa utilità, mentre un venditore accetterebbe non meno di quanto accetterebbe un venditore di una proprietà comparabile. Questo è vero per lo stesso segmento di mercato.